# Svartvit flugsnappare
Svartvit flugsnappare (Ficedula hypoleuca) är en fågel som tillhör familjen flugsnappare. Den är en flyttfågel som häckar i Eurasien och övervintrar i tropiska Afrika. Den adulta hanen är svartvit medan honan är mer brungrå och vit. Svartvit flugsnappare är en hålhäckare i lövskog och blandskog och den lever till största delen av insekter som den, likt namnet indikerar, snappar i luften.

## Kännetecken

### Utseende
Svartvit flugsnapparen är en 14 cm lång fågel med ett vingspann på 22 till 24 cm och vikten 12–18 gram. Näbben är kort och bred. Fjäderdräkten är mönstrad i svart och vitt eller brunt och vitt. Hanen är på våren svart eller brun på ovansidan med vita fält på vingarna, pannan och de yttre stjärtpennorna. Undersidan är vit. Honan är istället brun på ovansidan men saknar den vita fläcken i pannan. Fågeln kan lätt förväxlas med närbesläktade Ficedula-arter som den också hybridiserar med i liten utsträckning. 

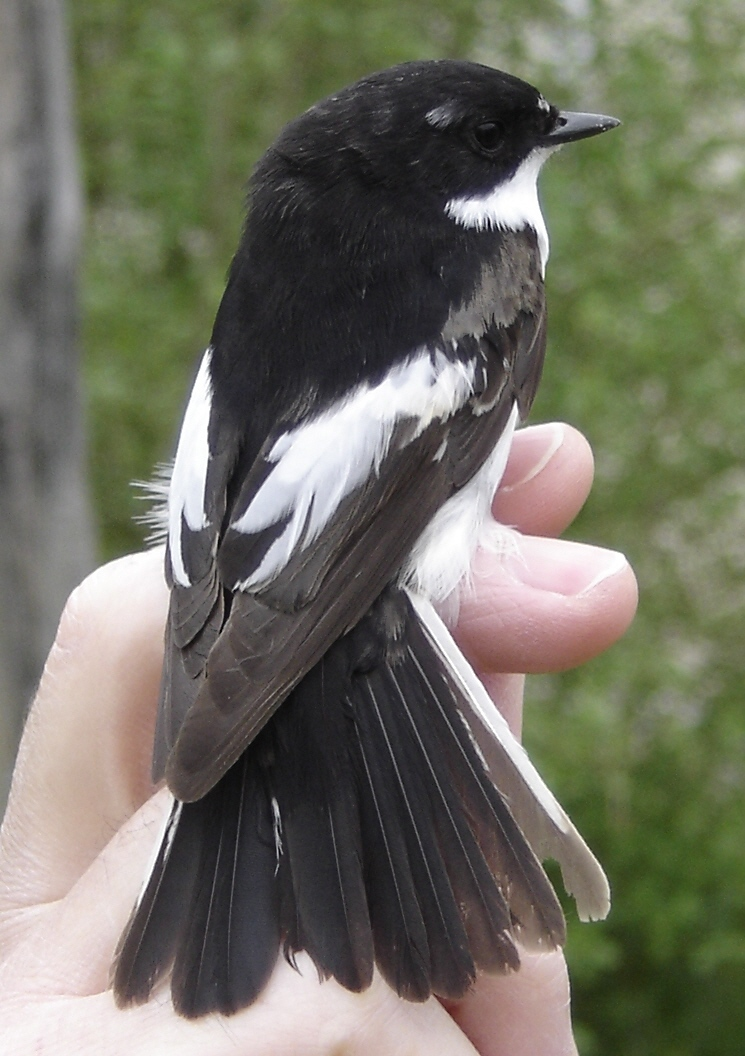
Adult hane fotograferad på våren.

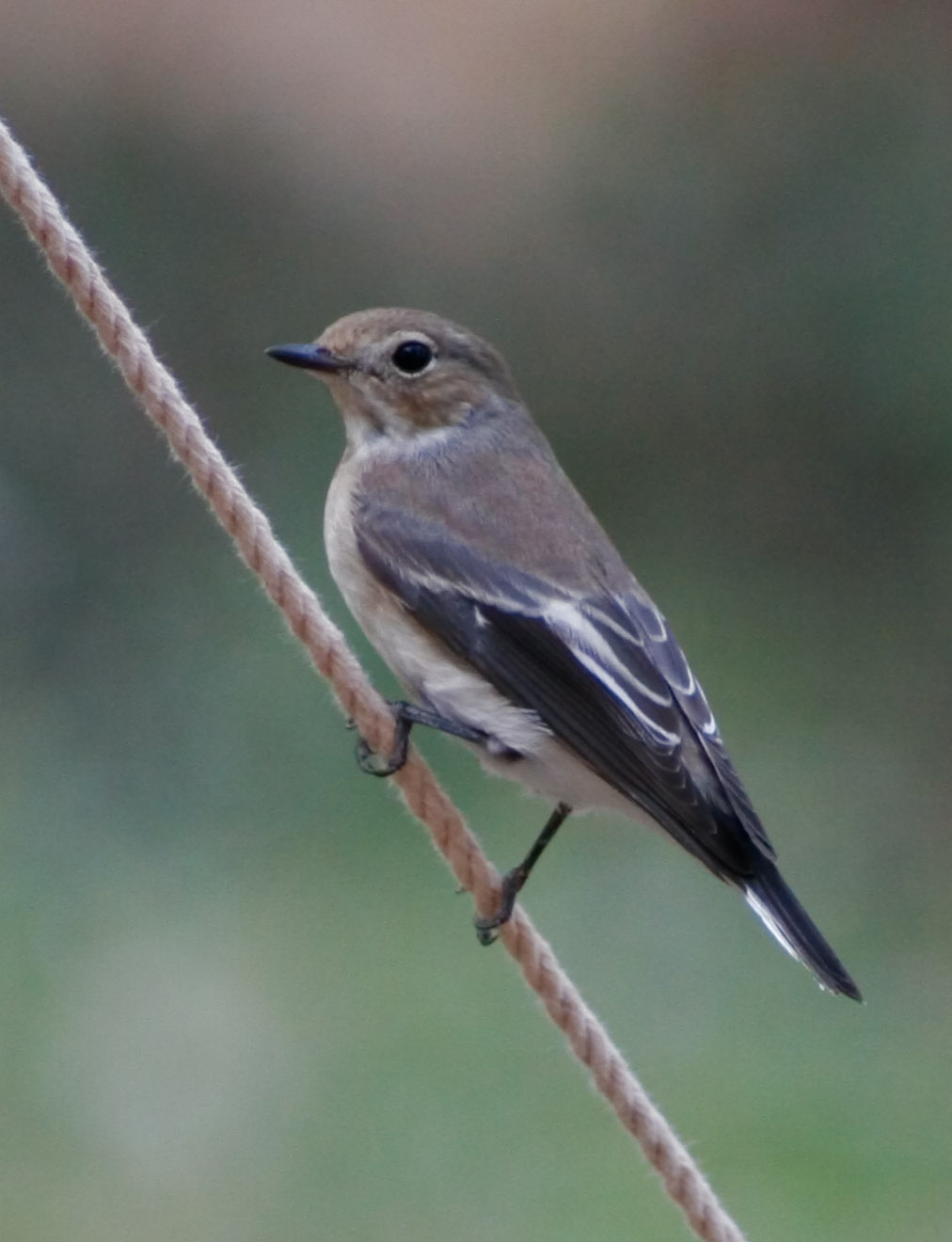
Honfärgad iberiae fotograferad i september i Spanien.

### Läten
Sången är en rad av melodiska, rytmiska visslingar och kan liknas vid en folkdanstakt. Locklätet är ett torrt smackande tett. I sympatriska populationer med halsbandsflugsnapparen sjunger en del en blandsång (blandning av båda arters sång). Den varnar med ett kort, ljust wit.

## Utbredning och systematik
Svartvit flugsnappare är en flyttfågel som häckar i stora delar av Europa och i västra Asien där den förekommer mellan april och september. Vintertid flyttar den söder om Sahara till tropiska Afrika. Artens inre taxonomi är omstridd. Clements et al. 2019 delar upp den i följande tre underarter:
- vanlig svartvit flugsnappare[5] Ficedula hypoleuca hypoleuca – nominatformen häckar på Brittiska öarna och i Nordeuropa och västerut till västra Sibirien; övervintrar i tropiska Afrika.
- Ficedula hypoleuca iberiae – häckar på Iberiska halvön; övervintrar i västra Afrika.
- Ficedula hypoleuca sibirica (synonym: thomensis[6]) – häckar i tajga i västra Sibirien mellan Uralbergen till floden Jenisej; övervintrar i östra Afrika

2003 meddelade SOF att svartvit flugsnappare skulle delas upp i två arter på grund av skillnader i morfologi, läte och genetiska data: svartvit flugsnappare (Ficedula hypoleuca) i Eurasien och atlasflugsnappare (Ficedula speculigera) i nordvästra Afrika (bland annat på Atlasbergens sluttningar). Vissa, som Birdlife International, behandlar dock fortfarande svartvit flugsnappare och atlasflugsnappare som en och samma art.
I Sverige finns det observationer av svartvit flugsnappare som hybridiserar med halsbandsflugsnappare (Ficedula albicollis).

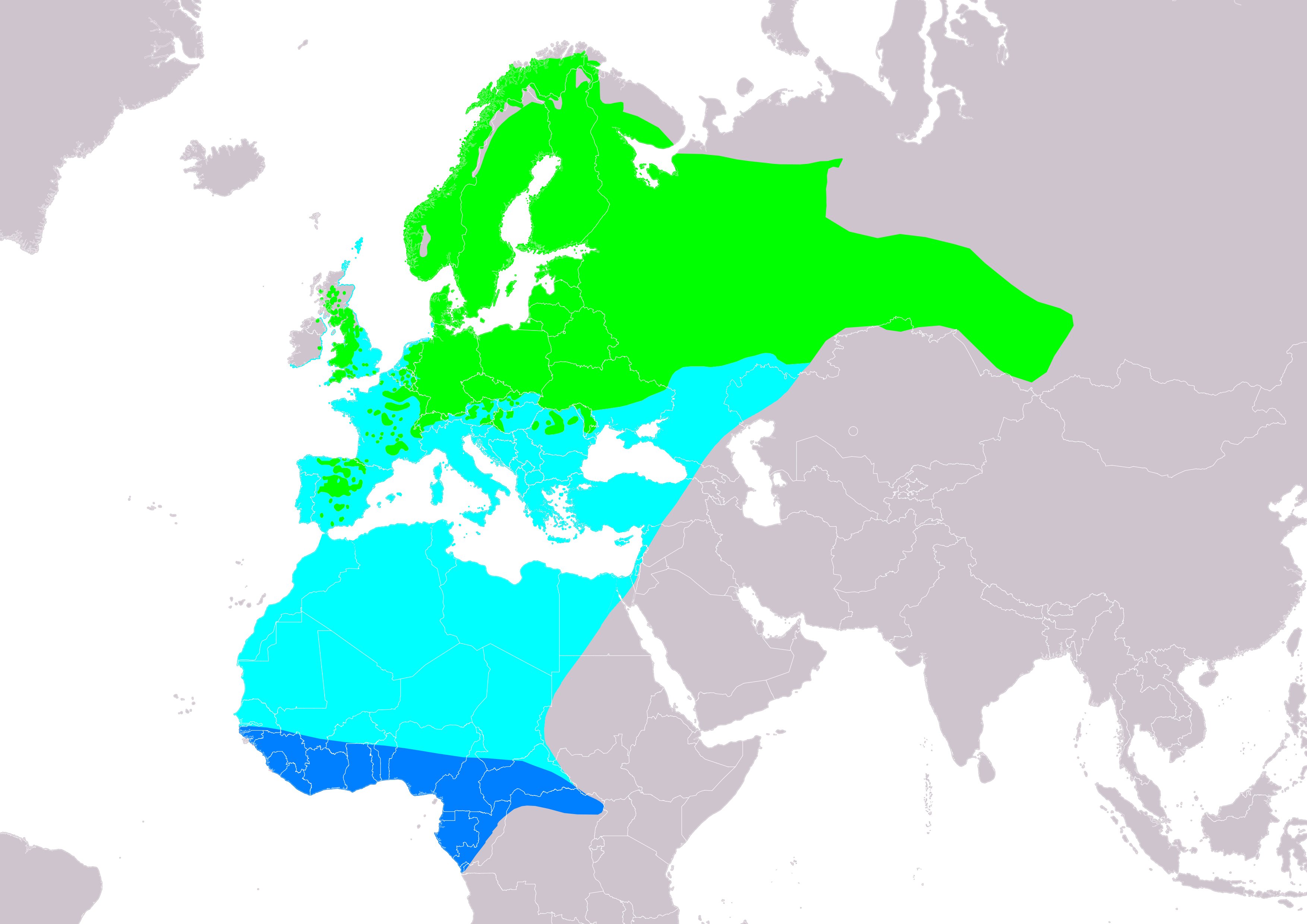
Utbredningskarta för svartvit flugsnappare. Notera att atlasflugsnapparen med utbredning i Nordafrika är inkluderad.

## Ekologi

### Häckning och biotop
Arten häckar i lövskog och blandskog samt i parker och trädgårdar. När hanen anländer om vårarna måste han leta upp en lämplig boplats som utgörs av håligheter i träd och ofta i fågelholkar. Det kan bli ett problem i och med att många sådana är upptagna, därför måste han leta intensivt och därmed bildas revir bland hanarna. När honan lagt sina ägg lämnar han henne för att etablera ytterligare ett revir. Hanarnas konkurrens om honorna är ibland hård, och när det andra reviret, som kallas birevir, etablerats är tillgången på oparade honor i regel liten. Ibland lyckas han dock med detta, när han parat sig med en ny hona i bireviret och hon har börjat lägga ägg, lämnar han i regel henne för att återvända till den första honan. Här stannar han sedan och matar henne under ruvningen och hjälper henne med uppfödningen av ungarna. Honan i bireviret får klara sig helt ensam och lyckas ofta bara föda upp en till två ungar.

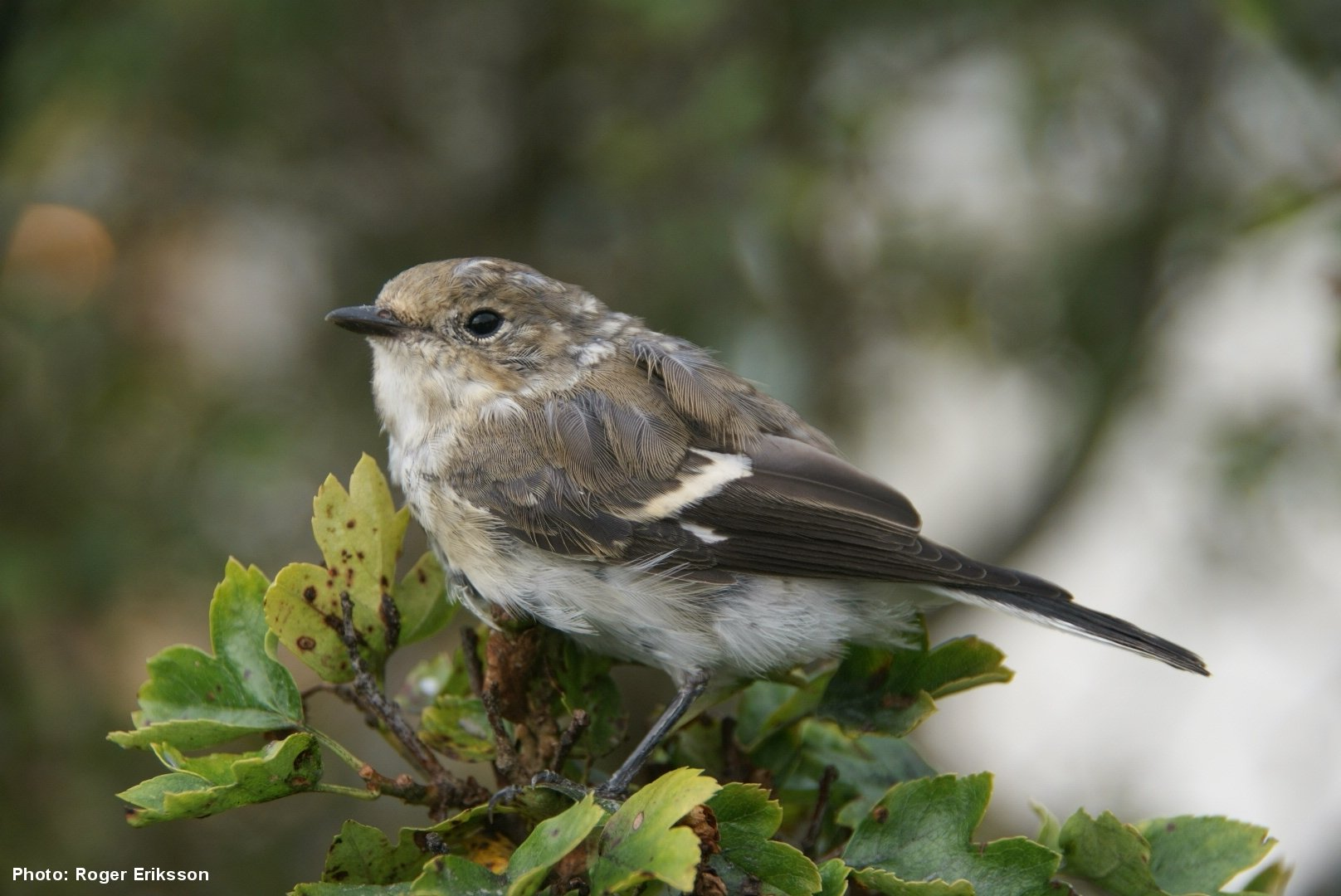
Unge fotograferad i Mellansverige på våren.

Konkurrensen om bohålen inskränker sig inte enbart till hannar av samma art, även andra hålbyggare är inblandade. Av dessa är talgoxen den besvärligaste, och strider mellan dessa kan bli fatala för flugsnapparens del. Man har gjort undersökningar som visar att fler svartvita flugsnappare dödas av talgoxar än rovfåglar. Den svartvita flugsnapparen är dock mycket aggressiv och kan troligen i sällsynta fall till och med jaga bort talgoxar som börjat sin häckning och överta deras holk.

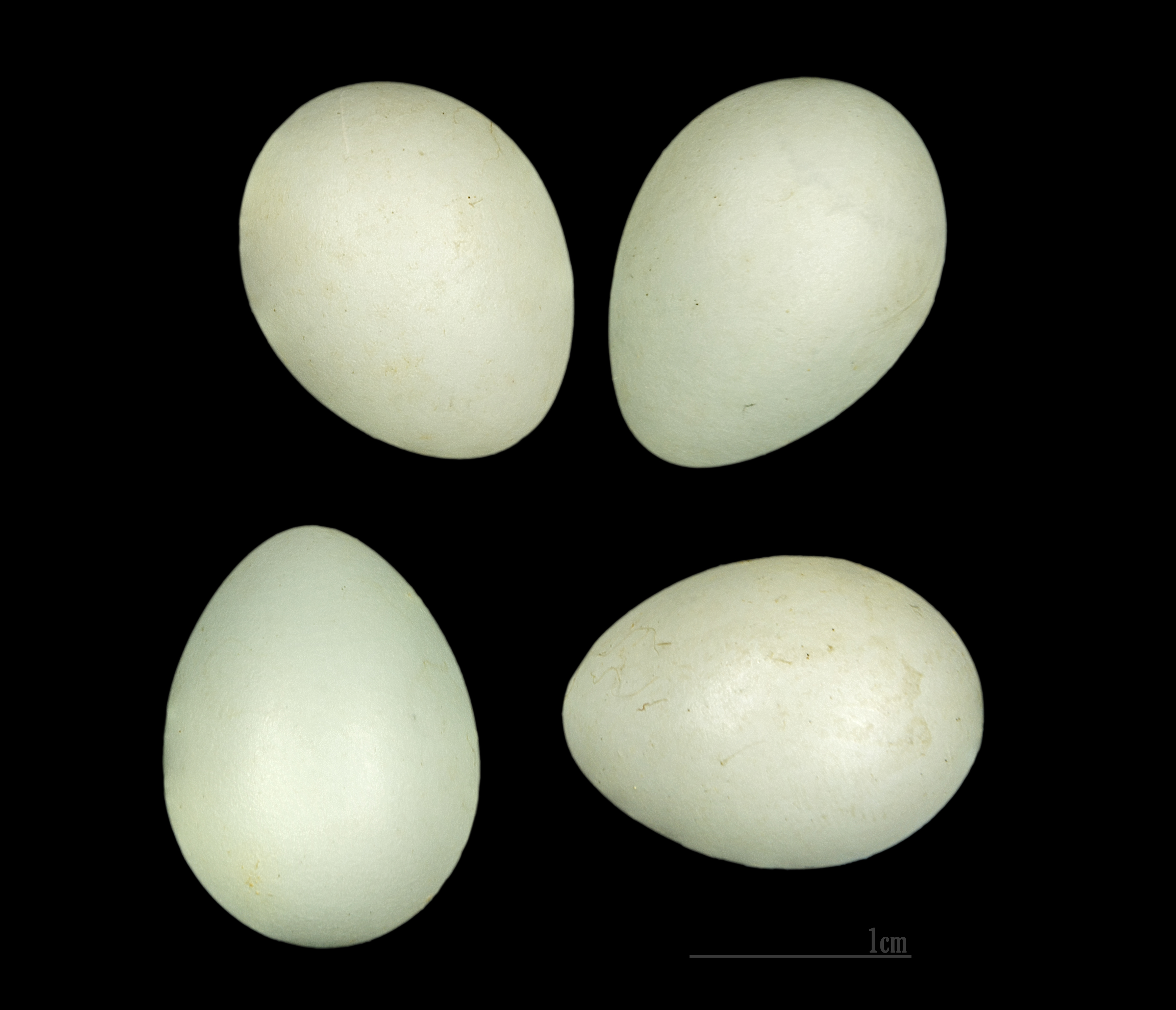
Ägg från svartvit flugsnappare

Boet byggs enbart av honan. Boet är likt halsbandsflugsnapparens - öppet och uppbyggt av torrt gräs (hö), grenar, rötter samt barkremsor. När boet börjar ta form så formas det med hjälp av fötterna men aldrig av näbben. Under häckningstiden från maj till juli lägger honan fem till åtta blåvita ägg som saknar fläckar. Äggen ruvas av honan i tolv till 14 dagar och ungarna är flygga efter cirka två veckor. Hanen matar honan flitigt under ruvningen medan båda föräldrarna hjälps åt med matningen av ungarna. En studie visar att ca. 15.000 bytesdjur går åt till en genomsnittlig kull.

### Föda
Svartvit flugsnappare sitter på olika grenar och stolpar, observerar noga sin omgivning och fångar insekter i flykten. Den äter också fjärilar, fjärilslarver och spindlar. På hösten livnär den sig även av frukter och bär. Liksom andra flugsnappare väntar den på förbiflygande insekter, som den snappar ur luften. Den plockar dock också insekter från väggar och från boskap. Den slår sedan bytet mot ett underlag tills ben och tentakler bryts av. Överblivna hårda delar slukas också och spys sedan upp som spybollar. 

## Status och hot
Arten har ett stort utbredningsområde och en stor population, men tros minska i antal, dock inte tillräckligt kraftigt för att den ska betraktas som hotad. IUCN kategoriserar därför arten som livskraftig (LC). I Europa tros 12,5-19,4 miljoner par häcka, inklusive atlasflugsnapparen.
Även beståndet i Sverige minskar i antal, så pass att den sedan 2020 listas som nära hotad på Artdatabankens rödlista. Populationen uppskattas till drygt 1,1 miljoner par.